# Truljalia versicolor
Truljalia versicolor är en insektsart som beskrevs av Sigfrid Ingrisch 1997. Truljalia versicolor ingår i släktet Truljalia och familjen syrsor. Inga underarter finns listade i Catalogue of Life.